# Éva Dónusz
Dans le nom hongrois Dónusz Éva, le nom de famille précède le prénom, mais cet article utilise l’ordre habituel en français Éva Dónusz, où le prénom précède le nom.
Éva Dónusz, née le 29 septembre 1967 à Vác, est une kayakiste hongroise pratiquant la course en ligne.

## Palmarès

### Jeux olympiques de canoë-kayak course en ligne
- 1992 à Barcelone,  Espagne
  -  Médaille de bronze en K-2 500m
- 1992 à Barcelone,  Espagne
  -  Médaille d'or en K-4 500m [1]